# Lilja 4-ever
Lilja 4-ever är en svensk-dansk dramafilm, skriven och regisserad av Lukas Moodysson, som hade biopremiär i Sverige den 23 augusti 2002. Filmen skildrar den sextonåriga flickan Lilja som bor i en förort i ett icke namngivet land i det som tidigare var Sovjetunionen. Liljas mor överger henne för ett bättre liv i USA, vilket tvingar henne att bo ensam i ett nedslitet dödsbo och prostituera sig för att överleva. Efter flera övergrepp och lockelser om ett bättre liv i Sverige hamnar Liljas liv i en ständigt nedåtgående spiral, där den enda ljuspunkten är hennes vänskap med den yngre grannpojken Volodja.
Filmen är löst baserad på den litauiska Danguolė Rasalaitės livsöde. Rasalaitė var sexton år när hon såldes som sexslav i Sverige under slutet av 1990-talet, varpå hon tog sitt liv genom att hoppa från en bro i Malmö. Moodysson blev djupt berörd av hennes livsöde och han valde att göra en film om människohandel utifrån Rasalaitės och andra flickors erfarenheter. Hans syfte var att få ut filmen till länder som har omfattande problem med människohandel och prostitution. Han valde att göra filmen till stora delar på ryska och använda sig av ryska och estniska skådespelare. Filmen inspelades både i Estland och i Sverige och producerades av Memfis Film i samproduktion med Film i Väst, Zentropa och Sveriges Television.
Lilja 4-ever fick ett mestadels positivt mottagande av recensenter, men hade begränsad kommersiell framgång både i Sverige och internationellt. Den fick beröm för sina starka skådespelarinsatser och sin realistiska skildring av människohandel och sexuell exploatering, medan den fick ett polariserat mottagande gällande sitt brutala innehåll. Den tilldelades flera utmärkelser, inklusive fem guldbaggar vid Guldbaggegalan 2003. Filmen har också blivit föremål för diskussion och debatt kring frågor som rör människohandel och prostitution. Sedan dess premiär har den använts som utbildningsfilm i flera skolor och organisationer både i Sverige och utomlands, liksom visats inför makthavare och myndigheter runtom i världen.

## Handling
En misshandlad flicka springer vilse i ett gråmulet betongområde. Hon ställer sig vid ett broräcke ut över en motorväg. Därpå får hon en tillbakablick av sitt liv tre månader tidigare.
Flickan visar sig vara den sextonåriga Lilja Michailova, som bor i en rysktalande förort "någonstans i det som en gång var Sovjetunionen". Hon är lycklig då hon, hennes mamma och dennes nye man Sergej kommer att emigrera till USA. Men mamman berättar för Lilja att hon måste stanna kvar och att hon kommer åka efter dem vid ett senare tillfälle. Den chockade Lilja blir plötsligt helt ensam i mammans lägenhet. Senare kommer hennes moster Anna och slänger ut henne från lägenheten och tvingar henne att flytta in i ett nedslitet dödsbo. Liljas enda tröst i tillvaron är när hon efter en hemmafest blir kompis med Volodja, en några år yngre pojke som också har besvärliga hemförhållanden. En kväll blir Volodja brutalt utkörd från sitt hem av sin alkoholiserade pappa. När han planerar att ta sitt liv genom att hoppa från en bro, blir han upptäckt av Lilja, som lyckas övertala honom att låta bli. Han lovar sedan henne att en dag försöka rädda hennes liv.
När Lilja blir i akut behov av pengar följer hon med sin väninna Natasja till ett diskotek, där de försöker ragga upp äldre män och ligga med dem mot betalning. Medan Lilja blir ignorerad lyckas Natasja tjäna ihop lite pengar. Dagen efter knackar Natasja och hennes pappa på hos Lilja och ger henne pengarna. När Lilja konfronterar Natasja i skolan visar det sig att hon hade ljugit för sin pappa och sagt att det var Lilja som prostituerat sig och att pengarna var hennes. Hon sprider dessutom ut detta bland killarna i skolan och i grannskapet, vilka alla börjar håna henne och kalla henne för "hora". Senare upptäcker Lilja att hon förlorat både elen och värmen i sin nya lägenhet. När hon försöker be mostern Anna om hjälp får hon av hennes granne veta att mostern har flyttat in i Liljas gamla lägenhet. När Lilja hittar henne väljer mostern att ignorera sin systerdotter och föreslå för Lilja att åka till stan för att "sära på benen". Lilja rusar därifrån och umgås med Volodja, som berättar att han fyller år. De går sedan och leker i en övergiven ubåtsbas, som var deras föräldrars tidigare arbetsplats och där Volodja brukar sova ensam.
En dag kallas Lilja till socialkontoret, där hon får veta att hennes mamma har avsagt sig föräldraskapet för henne. Detta dråpslag får Lilja att elda upp sitt fotografi av mamman och besluta sig för att prostituera sig. Med pengarna hon tjänat genom prostitution köper hon sig en hel matkasse. Hon delar med sig av maten till Volodja och ger honom även en basketboll som födelsedagspresent. Lilja fortsätter att prostituera sig och på vägen hem får hon skjuts av en ung man vid namn Andrej, som hon tidigare har försökt undvika. Han lyckas dock vinna hennes förtroende och de blir ett romantiskt par efter att Andrej bjuder Lilja på tivoli och McDonald’s. Andrej föreslår senare för henne att följa med honom till Sverige, där han kan erbjuda henne ett bättre liv med en egen bostad och ett jobb på ett grönsaksföretag. Efter att Lilja en kväll blivit överfallen och våldtagen i sitt eget hem av ett gäng grannkillar, medan Volodja maktlöst tittar på, blir hon övertygad om att hon måste lämna sitt hem tillsammans med Volodja. Volodja litar dock inte på Andrejs ord och varnar Lilja att inte följa med honom, men hon vägrar att lyssna. I sista minuten före avresan säger Andrej att hon måste resa ensam, men han lovar henne att han kommer komma efter och att hans chef ska möta upp henne i Sverige. Utrustad med ett falskt pass går Lilja ombord på planet till Sverige. Volodja blir förtvivlad när Lilja ger sig av och begår sedan självmord genom en drogöverdos.
På flygplatsen i Malmö möts hon av "chefen" Witek, som visar sig vara en polsk hallick. Denne slänger bort hennes pass och kör henne till ett anonymt höghus. Där låses hon in i en knappt möblerad lägenhet, där hon dagen efter blir våldförd av Witek i badrummet. När Lilja försöker ropa på hjälp från lägenhetsdörren blir hon hotad med våld och dödshotelser av Witek, som också berättar för henne att polisen inte kan hjälpa henne. Lilja är således fånge i ett främmande land. Under flera kvällar följer hon med Witek för att säljas och tvingas ha samlag med olika män och ungdomar. I stället för pengar blir hon endast erbjuden mat från McDonald’s. Det enda ljuset i mörkret är då Volodja i änglagestalt dyker upp i hennes drömmar. Han ger henne uppmuntrande ord och förklarar för henne att livet, hur uselt det än är, är det enda liv hon har. Lilja försöker efteråt protestera mot sin tillvaro genom att göra sig själv motbjudande och att hon talar på ryska med en kund som tvingat henne att föreställa hans dotter. Hon blir dock våldsamt förgripen av kunden och blir sedan svårt misshandlad av Witek när hon försöker fly från honom.
Lilja är fysiskt och psykiskt söndervittrad. I hennes fantasi visar ängeln Volodja för Lilja att Witek för en gångs skull hade glömt att låsa lägenhetsdörren. Lilja lämnar lägenheten och går till en bensinmack. När en polisbil kör in vid macken, flyr hon snabbt från platsen och springer vilse till en bro över en motorväg. Hon klättrar upp på ett broräcke och trots att Volodja försöker hindra henne hoppar hon. Lilja ligger döende i en ambulans och Volodja vakar över henne. I sina sista tankar får man se det öde hon kunde ha mött, där hon i stället avfärdar Andrej och lever ett lyckligt liv tillsammans med Volodja. I filmens sista sekvens spelar Lilja och Volodja basket med varandra på ett hustak – båda iförda änglavingar.

## Rollista i urval
Följande skådespelare medverkar i filmen:

- Oksana Akinsjina – Lilja Michailova
- Artiom Bogutjarskij – Volodja
- Ljubov Agapova – Liljas mamma
- Lilija Sjinkarjova – Moster Anna
- Elina Benenson – Natasja
- Pavel Ponomarjov – Andrej
- Tomasz Neuman – Witek
- Anastasija Bedredinova – Granntant
- Tõnu Kark – Sergej
- Nikolaj Bentsler – Natasjas pojkvän
- Aleksandr Dorosjkevitj – Kompis
- Jevgenij Gurov – Kompis
- Aleksandr Sokolenko – Kompis
- Margo Kostelina – Kassörska
- Veronika Kovtun – Kassörska
- Jelena Jakoleva – Lärarinna
- Tamara Solodnikova – Socialsekreterare
- Nikolaj Kütt – Man på bron
- Oleg Rogatjov – Natasjas pappa
- Aleksandr Okunev – Volodjas pappa
- Herardo Kontreras – Annas granne
- Madis Kalmet – Man på hotellrum
- Bo Christer Hjelte – Ensam man
- Sten Erici – BMW-man

## Produktion

### Bakgrund

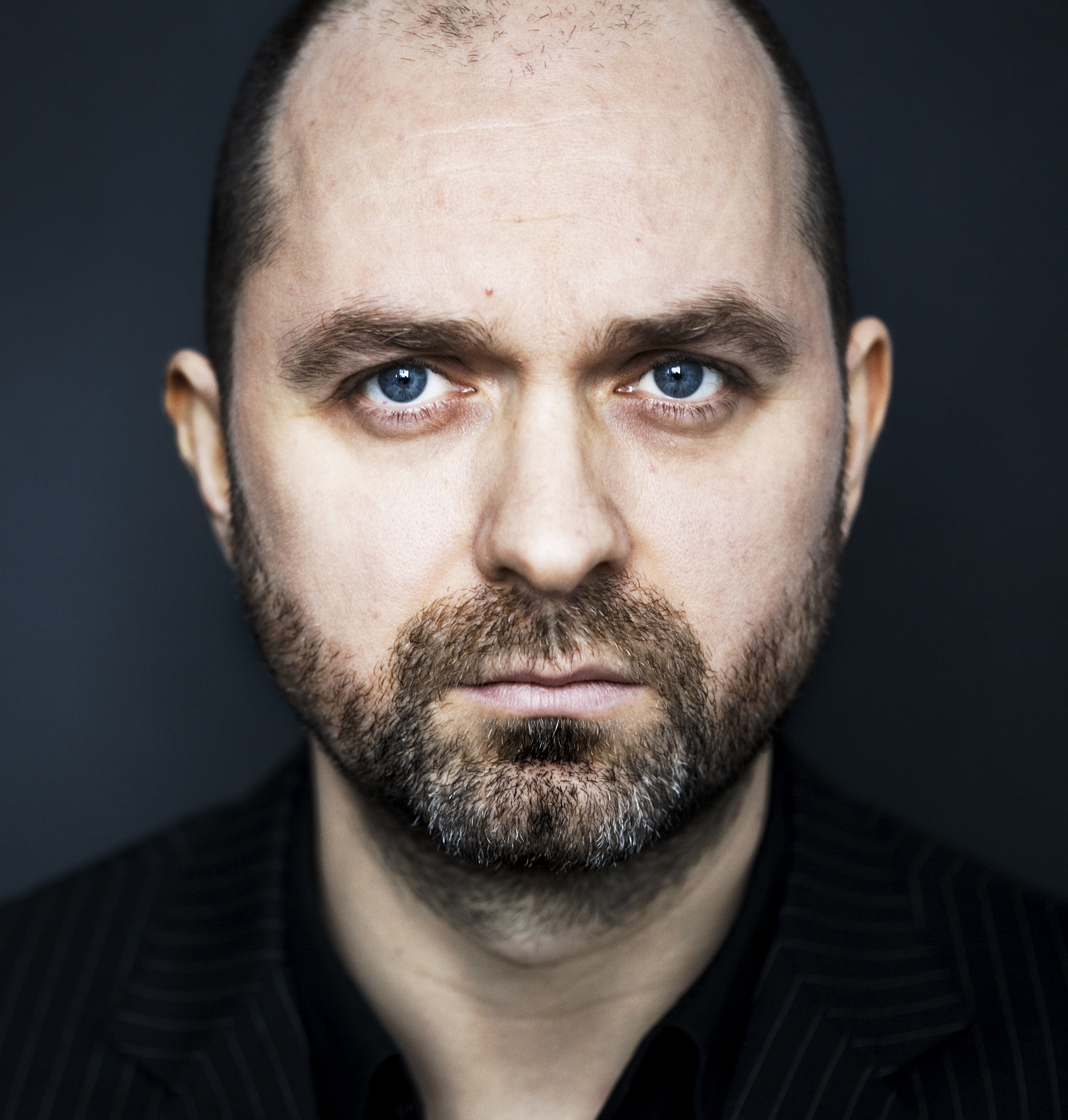
Regissören och manusförfattaren Lukas Moodysson, 2009.

Lilja 4-ever är löst baserad på den litauiska flickan Danguolė Rasalaitės livsöde. Rasalaitės mor hade lämnat henne ensam kvar i Litauen efter att ha flyttat till USA med en man som hon hade träffat när flickan var 14 år. Efter att Rasalaitės fader hamnat i fängelse på livstid, hade också modern i ett brev till kommunen avsagt sig all kontakt och allt ansvar för flickan. Rasalaitė hade talat om för sin mormor att hon fått kontakt med en man som sade sig kunna ordna arbete åt henne. Mannen gav henne ett falskt pass och satte henne på flyget från Litauen. Rasalaitė kom till Sverige tillsammans med sin pojkvän. Den 17 november 1999 anlände Rasalaitė till Kristianstad där hon fråntogs sitt pass, varefter hon kördes till Arlöv och låstes in i en lägenhet. Hon fick veta att hon stod i skuld till mannen som ordnat resan, över 20 000 kronor för pass och resa, och att hon måste betala av summan genom att sälja sig som prostituerad. Efter en dryg månad av prostitution lyckades Rasalaitė i ett obevakat ögonblick fly från lägenheten genom ett fönster. Enligt uppgift vågade hon inte kontakta polisen utan flydde istället till Malmö, där hon träffade en man från Makedonien som erbjöd henne logi. Det har senare framkommit att hon under kvällen den 6 januari 2000 blev våldtagen av både den makedonske mannen och hans vänner. Hon bodde därefter tillsammans med den 17-åriga flickan Melita Rexhepi i en lägenhet, och de blev nära vänner. Rexhepi har till olika nyhetsmedier berättat om Rasalaitės sista tid i livet. Den 7 januari 2000 valde Rasalaitė att hoppa ner på Stockholmsvägen från vägbron på Krusegatan i Malmöstadsdelen Kirseberg, i akt och mening att begå självmord. Hon fördes till sjukhus men dog den 10 januari 2000, 16 år gammal, till följd av de skador hon ådragit sig. I Malmö-lägenheten hittade man Rasalaitės ägodelar och tre avskedsbrev till hennes väninnor i Litauen.
Regissören Lukas Moodysson, som vid den tiden själv bodde i Malmö, blev djupt berörd när han fick läsa om Rasalaites livsöde och blev starkt inspirerad till att göra en film om människohandel. Han var dock tydlig med att filmen inte specifikt skulle skildra Rasalaites liv, utan att den "är en helt uppdiktat berättelse." Han ville i stället skildra sexhandeln med unga kvinnor i både öststaterna och Sverige: "Trafficking är den yttersta konsekvensen av det kapitalistiska samhället, där man kan köpa och sälja allt. Det handlar om ekonomi. Vem är rik? Vem är fattig? Det måste finnas en ekonomisk klyfta för att trafficking ska uppstå." Han beskrev filmprojektet som "den mörkaste film jag gjort men samtidigt den mest hoppfulla". Hans främsta syfte med filmen var att "få ut filmen till länder som berörs av prostitution. Om denna film kan få någon ung flicka att tänka om så har jag lyckats".
Vidare beslutade Moodysson att göra filmen med ryska rollfigurer, då han medgav att han "ända sedan barndomen haft någon slags romantisk syn på Ryssland pga. att min mormors mormor var ryska, så jag är 6,25% ryss..." Han ansåg att "många ryssar utstrålar en enorm värme och stolthet trots att de lever i ett samhälle som först raserades av sovjet-kommunismen och sedan av extrem-kapitalismen, som gör de fattiga fattigare och de rika rikare." Moodysson ville ursprungligen spela in filmen i Ryssland, men han nekades då det skulle överskrida filmens budget och produktionsschema. Han beslutade därför att resa till Estland för att leta efter inspelningsplatser. Efter att Moodysson genom det danska produktionsbolaget Zentropa skapat ett samarbete med producenten Peeter Urbla från det estniska produktionsbolaget Exitfilm, hade han fått förutsättningar att kunna spela in filmen där. Riina Sildos, verkställande direktör för Estonian film foundation, kommenterade att "vi är mycket glada över att få hit en filminspelning med ett så stort namn". Moodysson ansåg att estniska ryssar (som utgjorde en tredjedel av Estlands befolkning), till skillnad från ryssar från Ryssland, var "mer konservativa" och "känns ganska utestängda från inflytande över samhället. Jag tror att det kommer att leda till motsättningar och våld." Professorn Anna Westerståhl Stenport konstaterade att rollfiguren Liljas prekära situation i sitt hemland kan tolkas som en kommentar kring hur ryska minoriteter har behandlats i postsovjetiska stater som en följd av Sovjetunionens upplösning. Fientligheten mot de ryska minoriteterna var särskilt stor i Baltikum, där flera av dessa kom att hamna i utanförskap från majoritetssamhället och "förvandlas till andra klassens medborgare". Enligt professor Carolina Johansson Wennerholm hade etniska ryska kvinnor i Lettland och i Estland blivit utsatta för strukturell diskriminering och att "som ett resultat av detta så finns det ett stort antal ryska kvinnliga prostituerade i Riga och Tallinn". Moodysson ville ursprungligen förlägga filmens handling till Estland, men efteråt beslutade han sig för att inte specificera dess exakta plats.
Lilja 4-ever producerades av Memfis Film, med Lars Jönsson som producent. Den samproducerades med Film i Väst (med Tomas Eskilsson som medproducent), Zentropa (med Peter Aalbæk Jensen som medproducent) och Sveriges Televisions avdelning SVT Drama Göteborg (med Gunnar Carlsson som medproducent). Filmens budget uppgick till 30 miljoner kronor. Den tilldelades produktionsstöd från Svenska Filminstitutet (8,6 miljoner kronor), Danska filminstitutet och Nordisk Film- & TV-Fond. Moodysson var regissör och manusförfattare. I filmteamet ingick Malin Fornander som regiassistent och scripta, Malte Forssell som produktionsledare, Ulf Brantås som filmfotograf och Michał Leszczyłowski, Oleg Morgunov och Bernhard Winkler som klippare. Skådespelaren Alexandra Dahlström, som var huvudrollsinnehavaren i Moodyssons debutfilm Fucking Åmål (1998), blev rekryterad av Moodysson personligen till att medverka bakom kameran som rysk tolk. Då Dahlström kunde tala flytande ryska bistod hon filmteamet i egenskap av castingmedarbetare.

### Manus
"Lilja 4-ever är en konventionell melodrama som är byggd på en hård kontrast mellan en ung kvinna som utsätts för patriarkala sociala faktorer och geopolitiska omständigheter som är bortom hennes kontroll. Men filmen innehåller också ett försök att återvinna religiös humanism i det samtida sekulära och nyliberala Europa, vilket är ett mönster som överensstämmer med Moodyssons karaktäristiska ambivalens gentemot sociala frågor. Detta betecknar Lilja 4-ever både som ett moraliserande spektakel och som en spännande och postmodernistisk religiös utövning. Filmen reflekterar över riktiga geopolitiska omständigheter såsom människohandel, transnationell migration och invandring. Den tar alltså upp en förnyad problematisering av etnisk och religiös identitet i norra Europa under de senaste decennierna. Samtidigt bygger Lilja 4-ever (liksom i en majoritet av Moodyssons filmer) på filmiska strategier och produktionsval som sträcker sig över ett urval av metoder och genrereferenser. Detta understryker att filmens politiska och etiska budskap är mer dystra än vad de framstod som tidigare."
Moodyssons ursprungliga idé var att göra en religiös film om människohandeln i Östeuropa: "Jag ville göra en film om Guds godhet. Men det blev något annat. Även om filmen är becksvart finns det ett hopp och budskapet är att det finns någon som kan ta emot en när man faller". I tidigare manusversioner var Jesus en aktiv rollfigur, där han skulle vara en slags följeslagare till Lilja. Efteråt skrev han bort honom och skapade rollfiguren Volodja som en slags manifestation av Jesus. Moodysson skrev manuset på svenska och medgav att han "tog då ingen hänsyn till att det senare skulle bli [på] ryska." Hela manuset översattes till ryska av översättaren Alexandra Afinogenova från Moskva, liksom till engelska av Alex Keiller. När det översatta manuset skickades tillbaka till Moodysson fick han hjälp av ett par ryskspråkiga personer med att färdigställa det.
Moodysson själv sade att han fick inspiration för manuset "från verkligheten. Från en känsla som bet sig fast i mig: känslan att alldeles nära mig blir människor våldtagna och torterade. Filmen var för mig ett sätt att riva bort mina egna skygglappar." Den främsta inspirationen för honom var den breda rapporteringen om Rasalaites livsöde och från andra verkliga händelser som var kopplat till människohandeln mellan Sverige och det forna Sovjetunionen. En annan inspiration var Pål Hollenders dokumentär Buy bye beauty (2001) om prostitutionen i Riga. Gällande dokumentären ansåg Moodysson att "viktiga frågor kom bort i den debatten: frågor om den rika världens rovdrift på fattiga människor och samhällen." Journalisten Maria Domellöf-Wik från Göteborgs-Posten beskrev filmen som "en förnedringsresa i stil med Breaking the Waves (1996)", varpå Moodysson kommenterade att "jag gillar inte Breaking the Waves särskilt mycket. Där är det ju också en kvinna som offrar sig för en annan person. Den Gud som uppskattar den typen av offer känns för mig som en pervers form av Gud."
Gällande filmens mörka och våldsamma inslag tog Moodysson inspiration från författaren Raymond Ahlgrens roman Hur många gånger kan man döda en man? som skildrar hur Ahlgrens far, som var livvakt åt president Salvador Allende, torterades till döds under Pinochet-diktaturen. Moodysson erkände att han på ett mentalt plan "var tvungen att gå till några hemska platser för att skriva manuset. Jag var tvungen att uppleva när en tjej blir våldtagen dagligen, och det är ingen trevlig upplevelse."
Ett annat mål med filmen var att den skulle utgöra en kommentar kring den amerikanska imperialismen. Moodysson ville därför inkludera ett antal referenser till amerikansk populärkultur i manuset, såsom basketspelaren Michael Jordan och popsångaren Britney Spears. Han ville specifikt koppla en postsovjetisk sönderfallen stat till "idén om ett imperia i ruiner. Filmen spelades in direkt efter den 11 september. Vi påverkades av det. Här befann vi oss i ett nedlagt imperium och fick rapporter om ett annat som faller samman." Gällande biopublikens syn på filmens brutala innehåll kommenterade han att "alla har en skyldighet att ta till sig tanken att de här barnens liv är en produkt av det samhälle vi lever i. Om någon är rik innebär det – i min värld – att någon tagit pengar från någon annan. Om någon är fattig är det för att den personen blivit bestulen. Vi bär alla en konkret skuld till att det är svält i världen."
Efteråt betraktade Moodysson Lilja 4-ever som en av hans mest politiska filmer: "Lilja har verkligen öppnat mina ögon för den verklighet jag lever i. Mina tidigare filmer har också varit politiska, men Lilja är nog mer konkret. Idag befinner jag mig också mer vid sidlinjen än tidigare, där jag försökte passa in mer. När du börjar tänka på vissa saker blir det plötsligt motbjudande att försöka passa in. Risken med att verkligen öppna ögonen är att man ger upp för att det hela är så svårt. Men när man väl engagerar sig i något så är det svårt att sluta." Vidare konstaterade han att han "gör inte film för att påverka makthavarna, jag gör film för att störta dom. Det viktigaste för mig ligger inte på Anna Lindh-nivå. Det handlar om vad de som jobbar i den verklighet som jag gjort fiktion av tycker."
Författaren Sven Hansell konstaterade att Lilja 4-ever delade likheter med Fucking Åmål, då den "visar ungdomar med uppgivna ideal som söker sig bort från tristess och hopplöshet" och att killgänget i filmen är " en väsentlig maktfaktor som upprätthåller rigida könsstereotyper". Gällande filmens slut kommenterade Hansell att när Lilja "väljer rätt så väljer hon på samma sätt som Elin i Fucking Åmål. Elin är på samma sätt som Lilja utsatt för sexism, men hon lyckas hantera sin flyktimpuls och vänder situationen. I båda fallen finns en person som väntar på dem, en som redan från början är en outcast. I likhet med Antigonemytens Polyneikos är Agnes och Volodja placerade utanför normativitetens gränser. Och det är när Elin och Lilja accepterar att hamna i utanförskapet, som det också blir möjligt för något nytt att växa fram." Även författaren Kristoffer Leandoer kommenterade på Bonniers litterära magasin att "det finns en rad paralleller till Fucking Åmål i Lilja 4-ever. Både tematiska – de sysslolösa, kringdrivande gängen, längtan bort, den illa tålda vänskapen till outsider – och bildmässiga. Bron över motorleden där bilarna drar bort till en större frihet, barnet som lutar sig ut och den framspringande vännen återkommer två gånger i filmen. De första fyrtio minuterna känns hela Estland som ett enda stor Åmål att längta bort från. Sen känns det som om han vill säga att det här är Fucking Åmål i öst och då går det inte så bra. Alla lever inte våra trygga liv."

### Rollsättning

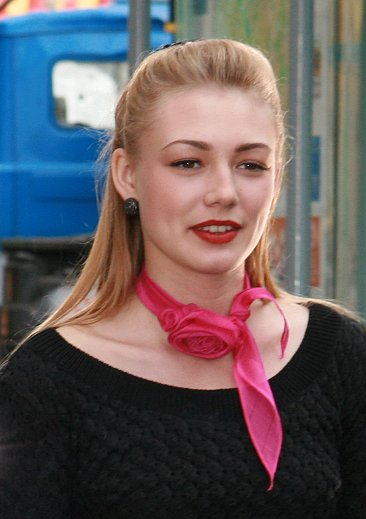
Oksana Akinsjina spelade huvudrollen som Lilja. Bilden är från 2007.

För rollsättningen av filmen ansvarade Moodysson tillsammans med rollsättaren Jesper Kurlandsky. Det svenska filmteamet och producenten Urbla samarbetade med olika teatrar och castingbyråer i Tallinn, Riga, Sankt Petersburg och Moskva. Mellan 500 och 1 000 estniska, lettiska och ryska ungdomar i åldrarna 11 till 17 år deltog i provfilmningarna. Urbla själv gjorde provfilmningar med ett stort antal ryska ungdomar som var "duktiga på att argumentera själva." Deltagarna fick improvisera på ett scenario där de hade fått utegångsförbud och försökte övertyga sina föräldrar om att släppa dem ut. Moodysson och Kurlandsky valde efteråt att söka efter enbart ryska eller rysktalande skådespelare, vilket innebar att Urbla fick exkludera ett antal "utmärkta estniska barn och skådespelare enbart på grund av deras nationalitet." För huvudrollsinnehavaren ville Moodysson ha en flicka som kunde porträttera sig själv som sårbar och barnslig. Filmteamet hittade ett antal kandidater till huvudrollen, men dessa fick väljas bort antingen för att de hade koncentrationssvårigheter eller för att deras föräldrar inte ville att deras döttrar skulle vara delaktiga i filmen.
Efter flera månaders provfilmningar hittade filmteamet Oksana Akinsjina från Moskva, som utvaldes till att spela huvudrollen som Lilja. Detta skedde efter att Alexandra Dahlström tipsat Moodysson om hennes prestation som rollfiguren Sveta i Sergej Bodrov Jr.s film Systrar (2001), där Dahlström sade att Akinsjina "ser ut som en ängel". Moodysson beskrev rollfiguren Sveta som en "ganska kall person, där hon inte visar de känslor som hon gör i Lilja 4-ever." Moodysson betraktade Akinsjina som en "fantastisk" skådespelare och att hennes prestation i Lilja 4-ever var "bättre än jag hade föreställt mig". Gällande sin rollfigur kommenterade Akinsjina: "Jag kände med min karaktär under filmens gång ett allt större äckel inför mina manliga motspelare i deras roller." Hon beskrev Moodysson som "väldigt lugn och reserverad. På något sätt gjorde han det lättare för mig eftersom jag inte kände någon press. Men det fanns tillfällen då jag inte var säker på om han var nöjd med min prestation eller inte. Vi kommunicerade genom en tolk, så det var oftast svårt att förstå vad han ville ha av mig."
Artiom Bogutjarskij tilldelades efter sin provfilmning i Moskva rollen som Volodja, vilket blev hans första filmroll. Han utvaldes vid slutet av rollsättningsprocessen. Urbla antog att Bogutjarskij hamnade utanför bland de övriga sökande pojkarna på grund av hans "höga intelligens". Gällande Akinsjinas och Bogutjarskijs samspel i filmen kommenterade Moodysson att det "var viktigt att de var bra tillsammans också, inte bara var och en för sig. Så det var egentligen först när jag såg hur gulliga de var mot varandra och kramade varandra osv som jag visste att det var de det skulle vara." Teaterskådespelaren Ljubov Agapova, ursprungligen från Kaliningrad och verksam i Estland, tilldelades rollen som Liljas mamma. Hennes teaterkollega Lilija Sjinkarjova tilldelades rollen som Liljas moster Anna. Elina Benenson från Tallinn tilldelades rollen som Natasja och som blev hennes första filmroll. Teaterskådespelaren och sångaren Pavel Ponomarjov, ursprungligen från Sankt Petersburg och verksam i Estland, tilldelades rollen som Andrej. Ponomarjov erkände att han inte hade en bra relation med Akinsjina och att båda grälade med varandra under inspelningen, exempelvis när de gjorde intima scener med varandra.

### Förproduktion

#### Scenografi
Enligt rollsättaren Kurlandsky ville Moodysson eftersträva realism inom samtliga delar av filmens produktion: "Det är komplicerat att ha ett sådant engagemang för realism samtidigt som man engagerar sig i ett annat lands kultur. Vi var i ett desperat behov av ett starkt lokalteam. De blev både vårt filter och verklighetskontroll". För Liljas hemstad letade Moodysson i Estland efter ett sovjetinspirerat samhälle som skulle se ödsligt ut. Valet föll på hamnstaden Paldiski, som ligger 5 mil väster om huvudstaden Tallinn. Under sovjettiden användes staden som atomubåtsbas och ubåtskrigsskola och var således en no-go-zon för ester. När sovjetmilitären lämnade basen 1994 detonerade man nästan samtliga av stadens tjänstebyggnader, bortsett från basens högkvarter som av invånarna i staden fick smeknamnet "Pentagon". Moodysson kommenterade att under inspelningen bodde ett flertal etniska ryssar i Paldiski, inklusive en del av filmteamets medarbetare. Liljas smutsiga lägenhet inspelades i ett fallfärdigt plattenbau i centrala Paldiski.
Filmens scenograf var Josefin Åsberg, som tidigare varit scenografiassistent i Moodyssons film Tillsammans (2000). Både Åsberg och Moodysson var måna om att göra filmens hemmiljöer trovärdiga. Liljas och hennes mammas lägenheter inspelades på en filmstudio i Film i Västs huvudkontor i Trollhättan. Där fraktade filmteamet två stora containrar med rekvisita från Sovjettiden, som exempelvis tapeter, krukor och radiatorer. Med dessa möblerade Åsberg rollfigurernas lägenheter för att få dem att se ut som att de var inspelade i Paldiski. Hon tog designinspiration från ett fotoalbum med detaljerade bilder på bostäder i Moskva och Sankt Petersburg som tillhörde olika sovjetiska societetslejon. Scenerna där Lilja dansar och prostituerar sig i ett diskotek inspelades i en bar i Tallinn. För exteriörscenerna i Sverige insisterade Moodysson på att filma dessa i Malmö. Enligt Stenport var syftet troligtvis att skapa en sorts koppling till Rasalaitės livsöde som filmen är löst baserad på.
För en scen i filmen, där Lilja äter mat med sin mamma och styvpappa, fick en svensk kock rådslå med Agapova om vad en fattig rysk familj brukar äta till bords. Agapova förklarade att det ryska köket för fattiga familjer bestod av en blandning av borsjtj, knyten eller kotletter, främst på grund av att det var mycket dyrt för fattiga ryssar att köpa köttprodukter. Kocken valde då att med Agapovas hjälp tillaga en borsjtj.

#### Visuell komposition
Filmfotografen Ulf Brantås arbetade tillsammans med B-fotograferna Trolle Davidson och Jonas Alarik och C-fotografen Filip Tydén. Brantås spelade in filmen med filmkameran Aaton XTR Prod med höghastighetsobjektivet Zeiss utan färgbalansfilter och på Super16mm-film. Han använde sig av filmremsan Kodak Vision 200T för att först negativframkalla 16-mm-filmmaterialet för att sedan vända det till 35 mm film. Han gjorde även provfilmningar med filmremsorna Kodak Vision 800T och Kodak Vision 500T "under speciella förhållanden och i extremt låga ljusnivåer, och vi filmade dessutom i en bil på natten utan något ljus alls [...]" Stora delar av filmen inspelades med handkameror, där Brantås fick anpassa XTR-filmkameran för att kunna filma barnskådespelarna från deras synvinkel. Han tillade två handtag från en ARRI 435-kamera och monterade ett mobilt stativ till XTR-filmkameran, vilket gjorde att Brantås kunde "använda mina armar och hålla kameran som en kulspruta." För att kunna åka och följa jäms med skådespelarna byggde Brantås en cykelriksha, som var monterad med hjul från en mountainbike och en bakåtvänd sits. Han använde rikshan för att kunna filma barnskådespelarna medan de gick eller sprang i en halv kilometer.
För ljussättningen använde sig filmteamet mestadels av redan existerande ljuskällor, även kallat "praktikablar", för lägenhetsscener. Ett antal Kino Flo-strålkastare placerades på lägenhetstaket och en huvudstrålkastare placerades utanför ett fönster. När skådespelarna förflyttade sig bort från fönstret använde filmteamet en Joker Bug-strålkastare med en tungstenslampa på dimmern, som placerades utanför bild och som enligt Brantås gav dem "bra negativ". För vissa inomhusscener, som på bild skulle se ut att vara upplysta av endast ett eller två levande ljus, var filmteamet tvungna att använda samma ljus som strömmade in genom lägenhetens fönster och gardiner. Joker Bug-strålkastare användes även vid inspelningar av utomhusscener nattetid, där man lade till ett grönt filter på strålkastarna för att kunna matcha ljuset från de estniska gatlyktorna. Ibland använde man uppemot fyra Joker Bug-strålkastare för att ljussätta ett område som motsvarade en hel fotbollsplan.
Gällande samarbetet med Moodysson kommenterade Brantås: "Lukas sätt att filma är ganska oförberett och vi vet inte vad som kommer att hända i en scen förrän när skådespelarna dyker upp. Han vill ha kameran i rullning vid första tagningen och gillar att komma så nära verkligheten som möjligt med minimal belysning. Den genomsnittliga tiden han ger mig för att rigga en scen är tjugo minuter, varav enbart tio minuter för ljussättning. Han gillar när jag tar reda på de tekniska aspekterna, så jag skämmer bort honom och har alltid många planer som täcker alla eventualiteter." Brantås såg tillbaka på sitt arbete med filmen som "förmodligen den svåraste och mentalt mest tröttsamma filminspelningen jag någonsin gjort: historien är väldigt gripande, platserna var trånga och svåra, vintervädret var fruktansvärt, nattexteriörerna var väldigt knepiga och det var så mycket handhållet kameraarbete. Men allt föll mycket väl ut, inte bara på ett tekniskt plan, utan även berättelsemässigt och känslomässigt. Erfarenheten kommer att gynna mig enormt."

### Inspelning

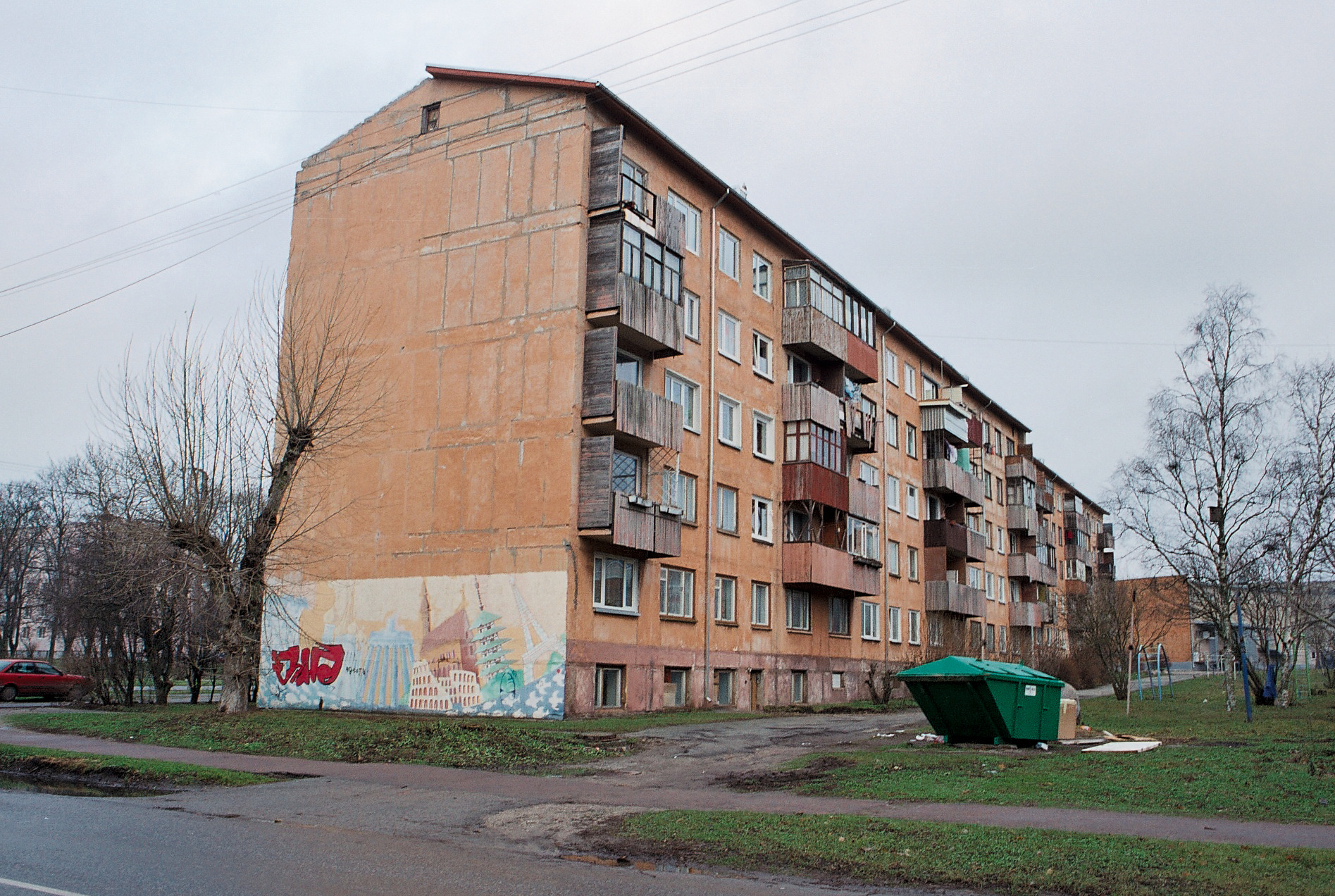
En av inspelningsplatserna i Paldiski i Estland (2006).

Filminspelningen pågick under ungefär 40 dagar utspridda mellan nio veckor från oktober 2001 till januari 2002. Inspelningen inleddes i slutet av oktober när filmteamet gjorde exteriörscener i Paldiski. Senare inspelades diskoteksscener i Tallinn. Filmteamet bodde på ett billigt hotell i staden, där de upptäckte att där bedrevs en hel del prostitution på kvällarna. Moodysson berättade att "de här tjejerna kommer för att träffa sina klienter – som alla var finska turister – och det var alltid någon kille som väntade i lobbyn för att hämta upp dem och ta dem till nästa jobb. Men det vore fel att beskylla hallickarna för det. Det är vi som har pengarna. Det är vi som utnyttjar dem. Vi är de som bygger fabriker i de baltiska staterna och betalar deras arbetare för låga löner för att de ska kunna överleva." I slutet av november flyttades inspelningen till Sverige, där man gjorde interiörscenerna i Trollhättan fram till mitten av januari 2002. Inspelningen avslutades i Malmö på samma bro där Danguolė Rasalaitė tog sitt liv.
På grund av språkbarriärerna mellan det svenska filmteamet och de ryska skådespelarna fick Moodysson i sin regissörsroll förlita sig på skådespelarnas känslospel och handlingar och instruera dem på både svenska och engelska genom tre tolkar. Vid vissa stunder kommunicerade Moodysson med skådespelarna genom kroppsspråk och ett antal ryska ord som han hade lärt sig. Dahlström bistod Moodysson som tolk under början av inspelningen, men senare behövde hon lämna filmproduktionen för att kunna fokusera på sina gymnasiestudier. Lars Jönsson beskrev Dahlströms medverkan bakom kameran som en fördel för filmteamet, då det "finns en person vid Lukas sida som är lika ung som huvudrollsinnehavaren."
Moodysson ansåg att den första inspelningsdagen var mycket problemartad. Han klagade på det regniga och leriga vädret ute och att de unga skådespelarna hade följt manuset alltför noggrant. Han beslutade sig då för att ge skådespelarna tillstånd att ändra sina repliker och använda sig av improvisation. Trots att han oftast inte kunde förstå vad skådespelarna pratade om, mindes han tillbaka att han "bara föll tillbaka i leran, för allt var totalt kaos, och sedan bestämde jag mig för att låta kaoset härska." Först vid arbetet med eftersynkningar kunde Moodysson "lättare urskilja när skådespelarna var seriösa och när de pratade sluddrigt. Faktum är att människor är lika överallt, även fast de talar olika språk." Han erkände dock att han hade "ingen kontroll över de exakta orden som användes och den typen av språkliga nyanser". Under en vecka i början av inspelningen insjuknade Moodysson i en svår förkylning och tvingades regissera vissa scener liggande i en säng. Agapova kommenterade att "det föreföll mig att han var rädd att han skulle dö omedelbart och att filmen inte skulle färdigställas." Även andra medlemmar i filmteamet insjuknade under denna period.
Under inspelningen deltog Per-Anders Jörgensen som stillbildsfotograf. Jörgensens stillbilder från inspelningen och på filmteamets medlemmar sattes mellan april och maj 2003 upp på utställningar i Galleri Kontrast och Filmhuset i Stockholm, i Arbetets museum i Norrköping och på Västergatan 18 i Malmö. Vissa bilder sattes även upp på försäljning och delar av intäkterna donerades till barnrättsorganisationen ECPAT.

## Musik
Delar av filmens musik innehåller kompositioner av den amerikanske musikern Nathan Larson, som spelade in musiken i en studio i Stockholm tillsammans med Fläskkvartetten. Han beskrev filmen som "en sann historia med mycket poetisk frihet tagen, som relaterar till Sverige och kan visa människor här att detta händer i ditt land, i din stad. För en sekund blev det uppmärksammat och hjälpte att dra fokus till problemet i Ryssland, Lettland, och så vidare… Det är sällan du kan förena dina politiska och sociala synsätt med arbetet." Som inspiration för sina kompositioner följde Larson med filmteamet till Estland och besökte olika nattklubbar och "fruktansvärda ställen där 14-åriga flickor sålde sig till medelålders svenska och danska män. Det var vidrigt." I nattklubbarna tog Larson med sig en bandspelare och spelade in allt som pågick på klubbarna: "allt det har gått in på soundtracket i olika former". Han beskrev musiken från nattklubbarna som att de väckte "en enorm känsla av desperation och ensamhet". Han förklarade att vissa låtar sjungs av ryska maffiamedlemmars flickvänner, där maffian "köper in billiga technoloopar och låter tjejen stöna lite ovanpå och säga obscena saker på ryska. Och eftersom det är maffian som styr så tvingas klubbägarna att spela låtarna hela tiden."
Filmens soundtrack består av olika licensierade låtar inom genrerna pop, techno, rock och klassisk musik. Låten "Mein Herz brennt" av det tyska industrimetalbandet Rammstein spelas i både början och slutet av filmen. Moodysson ville lägga till låten i filmen sedan han sett Rammstein-graffiti under inspelningen i Tallinn. Han medgav att låten "var viktig för mig. Den säger något om hur ämnet känns, att det brinner i mitt hjärta."
| 1.           | Mein Herz brennt                                    | Richard Kruspe-Bernstein, Till Lindemann, Oliver Riedel, Paul Landers, Christian "Flake" Lorenz och Christoph "Doom" Schneider | Rammstein               | 5:17  |
| 2.           | Bomba                                               | Via Gra | Via Gra                 | 3:26  |
| 3.           | Symfoni, RV 169, h-moll "Al Santo Sepolcro" (RV169) | Antonio Vivaldi | Berlinerfilharmonikerna | 8:08  |
| 4.           | O Virtius Sapientie                                 | Hildegard av Bingen | Fläskkvartetten         | 4:49  |
| 5.           | The Bridge                                          | Nathan Larson | Nathan Larson           | 1:20  |
| 6.           | Night Basketball                                    | Nathan Larson | Nathan Larson           | 0:42  |
| 7.           | Mommy, Are Angels Dead?                             | Nathan Larson | Nathan Larson           | 1:04  |
| 8.           | The Ride                                            | Niclas Kings och Niklas Bergwall                                                                                               | Double N                | 5:41  |
| 9.           | Tayu                                                | Arsenij Sulgin | Valerija                | 5:04  |
| 10.          | Only U                                              | David Westerlund och Robin Söderman                                                                                            | Antiloop                | 3:22  |
| 11.          | Sexy                                                | Karsten Dreyer och Torsten Dreyer                                                                                              | French Affair           | 3:51  |
| 12.          | Let Your Body Free                                  | David Westerlund och Robin Söderman                                                                                            | Antiloop                | 3:05  |
| 13.          | Ne Obizaj Menja                                     | Arsenij Sulgin | Valerija                | 4:42  |
| 14.          | Ne Obmanyvaj                                        | Arsenij Sulgin | Valerija                | 3:38  |
| 15.          | All the Love You Needed                             | Fredrik Rinman och Malcolm Pardon                                                                                              | Maarja                  | 3:40  |
| 16.          | Forever Young                                       | Marian Gold, Bernhard Lloyd och Frank Mertens                                                                                  | Alphaville              | 4:59  |
| 17.          | Nas Ne Dogonjat                                     | Ivan Sjapovalov, Elena Kiper och Valerij Polenko                                                                               | Tatu                    | 4:21  |
| 18.          | Piece of My Heart                                   | Anders Eliasson, Jonas von der Burg och Harry Sommerdahl                                                                       | Lambretta               | 3:08  |
| 19.          | Wanna Be with Me?                                   | Per Lidén | Da Buzz                 | 3:32  |
| 20.          | I Smell of You                                      | Magnus Dahlberg, Denise Östholm, Jesper Kurlandsky, Jocke Heidvall, Erik Holmquist och Linus Eriksson                          | Blanka                  | 2:45  |
| Total längd: | Total längd:                                        | Total längd: | Total längd:            | 73:34 |

## Marknadsföring och distribution
Filmprojektet avslöjades i slutet av oktober 2001. Både Memfis Film och Exitfilm var förtegna om detaljer om filmens handling och deras samarbetes omfattning. I intervjuer till media meddelade Jönsson att "Lukas vill inte avslöja något av handlingen, men de som har följt honom kommer att känna igen sig även i denna film". Jönsson hade även en förhoppning om att lansera filmen internationellt genom att delta i filmfestivalen i Venedig. Redan vid ett tidigt stadium hade festivalchefen Alberto Barbera uttryckt önskemål om att visa filmen under 2002 års filmfestival. Peter Possne från Sonet Film ansvarade för filmens distribution och satte filmens svenska biopremiär till den 23 augusti 2002 på femtiotre biografer. Statens biografbyrå gav filmen åldersgränsen 15 år med motiveringen att den innehåller flera inslag av "sexuell brutalitet mot ung flicka."
Moodysson, Akinsjina och hennes mamma var delaktiga i filmens lanseringsturné både i Sverige och utomlands. Både Moodysson och mamman bestämde att Akinsjina inte skulle uttala sig om varken sitt privatliv eller om filmens mörkare innehåll under sina intervjuer. Filmen hade internationell premiär på filmfestivalen i Venedig mellan 29 augusti och 8 september 2002. Under festivalen såldes filmens distributionsrättigheter till Norge, Finland, Danmark, Storbritannien, Holland, Belgien och Schweiz. Bob Berney från Newmarket films förvärvade visningsrättigheterna i USA och Kanada. Sedan april 2004 har filmens distributionsrättigheter sålts till närmare 50 länder. Filmen visades efteråt i Toronto International Film Festival 5–17 september 2002 och i London Film Festival 6–21 november 2002.
Filmen släpptes på DVD den 2 juli 2003 av SF Home Entertainment. En digitaliserad filmversion släpptes som blu-ray-utgåva, video on demand och på videostreamingtjänster av SF Studios den 23 augusti 2021. Filmen har även visats på SVT2 den 19 februari 2005, den 20 september 2008 och den 15 oktober 2015, samt på SVT1 den 3 maj 2016.

## Mottagande

### Kommersiell respons
Lilja 4-ever hade en begränsad kommersiell framgång både i Sverige och internationellt. Innan filmens premiär trodde Moodysson att den på grund av dess mörka ämnen inte skulle bli samma publiksuccé som hans tidigare filmer. Filmen debuterade på tredje plats på den svenska biotoppen under sin premiärhelg, då den lockade 24 306 biobesökare. Antalet besökare var fler än vad Fucking Åmål lockade under sin premiärhelg, men färre än Moodyssons film Tillsammans (2000), som under sin premiärhelg hade lockat omkring 65 000 besökare. Göran Bagge, filmchef på Sonet Film, var dock nöjd med antalet besökare och kommenterade att "med tanke på att den är ute i bara 52 kopior och det här fina vädret som fortfarande huserar. Det är helt okej." Även försäljningschefen Martin Strömberg på Sonet Film kommenterade att antalet besökare var "väldigt bra, för även om Grabben i graven bredvid (2002) hade fler besökare sammanlagt så hade Lilja 4-Ever fler besökare per kopia." Under en vecka efter biopremiären hade filmen lockat omkring 50 000 biobesökare och föll till fjärde plats på biotoppen. Filmen lämnade biotoppen i mitten av oktober 2002. Fram till den 31 december 2002 hade filmen lockat sammanlagt 267 871 biobesökare och blev 2002 års sextonde mest sedda biofilm i Sverige, liksom den tredje mest sedda svenska filmen. Enligt Svenska Filminstitutets statistikverktyg Qliksense hade filmen under sin tid på bio i Sverige lockat sammanlagt 322 699 biobesökare.
Enligt databasen Lumiere som tillhandahålls av European Audiovisual Observatory hade filmen mellan 2002 och 2020 lockat sammanlagt 631 739 biobesökare i Europa, eller 309 044 biobesökare från 23 europeiska länder exklusive Sverige. Svenska Dagbladet rapporterade att filmen under 2002 hamnade på första plats på den norska respektive den finska biotoppen, där den sågs av 67 603 respektive 28 567 besökare. Enligt webbplatsen The Numbers hade filmen intjänat sammanlagt 4,5 miljoner dollar världen över, varav 350 000 dollar från Storbritannien och 180 000 dollar från USA och Kanada. Under sina första fem dagar i Storbritannien hade filmen intjänat 38 800 pund från 13 brittiska biografer och hamnade på sextonde plats på den brittiska biotoppen.

### Kritisk respons
Lilja 4-ever fick mestadels positiva recensioner. På webbsidan Rotten Tomatoes har filmen betyget 85 procent baserat på 71 recensioner (på deras så kallade "Tomatometer") med ett genomsnittligt betyg på 7.5 av 10. Webbplatsen kallade Lilja 4-ever för "en tragisk och ärlig berättelse om en tonåring som är fångad i ett liv av prostitution." På Metacritic har filmen ett genomsnittsbetyg på 83 av 100, baserat på 27 recensioner. På Kritiker.se har filmen genomsnittsbetyget 4,1 av 5, baserat på 9 recensioner.
Malena Janson från Svenska Dagbladet gav filmen betyget 6 av 6. Hon kallade den för "en av de starkaste filmer som någonsin gjorts" och lovordade Akinsjinas rollprestation. Vidare ansåg Janson att i jämförelse med filmregissören Lars von Triers filmer Breaking the Waves och Dancer in the Dark (2000) hade Lilja 4-ever en förankring i verkligheten: "Medan vi sitter i biosalongen och njuter och plågar oss igenom detta mästerverk, sker utanför just det Lilja råkar ut för kanske bara några kilometer eller mil ifrån oss." Helena Lindblad från Dagens Nyheter beskrev filmen som en "modig och outhärdligt konsekvent film som placerar honom bland de bästa filmskaparna i Europa." Jens Peterson från Aftonbladet gav filmen betyget 4 av 5 och skrev att Moodysson "har ett stort hjärta och en sällsam förmåga att skapa känslostark film". Jonas Cramby från Expressen gav filmen betyget 4 av 5 och betraktade den som "en snyftare, en melodram och en tragedi. Den manipulerar och den är – i vissa stycken – nästan för mycket. Men det värsta av allt, inser du när du går hem, är att den är på riktigt." Mats Johnson från Göteborgs-Posten gav filmen betyget 3 av 5. Johnson hyllade Akinshinas skådespel men han kritiserade hennes rollfigur för att denne "inte känns helt och hållet trovärdig", liksom att han "hade önskat att [Moodysson] använt sig av en något mindre megafon."
På filmfestivalen i Toronto gav Owen Gleiberman från Entertainment Weekly filmen betyget 5 av 5. Han jämförde Moodysson med den franske filmregissören Jean Renoir och kommenterade: "Kanske har ingen film kommit så här nära i sin skildring av den fruktansvärda sexhandeln". Peter Bradshaw från brittiska The Guardian gav filmen betyget 5 av 5 och skrev att "så vitt jag kan se så representerar denna fruktansvärda och rättframma utflykt in i mörkrets hjärta en vuxen mästares mogna mästerverk." Anthony Lane från The New Yorker kommenterade att man "borde betala för att se Lilja 4-Ever inte för att den kommer att introducera dig till brottet människohandel i ruinerna av det sovjetiska imperiet, utan av den enkla och brännande anledningen att den är en essä om kärlek." Manohla Dargis från Los Angeles Times kommenterade att hon kan "inte komma på någon annan bra film i år som har varit så svår att se, men å andra sidan kan jag inte komma på många andra filmer som varit så bra." Borghild Maaland från norska Verdens Gang ansåg att filmens skildring av människohandel var något ensidig och onyanserad, men att Liljas mörka berättelse var "väldigt rysande". Kim Skotte från danska Politiken gav filmen betyget 4 av 5 och kallade den för "en hjärtskärande brutal film. Berättad med massor av ömhet för sina två huvudpersoner. Berättad med avsky för den världsordning som verkar acceptera en uppdelning av människor mellan konsumenter och konsumerade."
Johs. H. Christensen på Jyllands-Posten gav filmen betyget 2 av 5. Christensen hyllade skådespelet men han kommenterade att han "finner det frånstötande att sitta och glo på hur totalt maktlösa människor tvingas ner i smutsen för att totalt slås ut." Birgit Glombitza från tyska Die Zeit kommenterade att "oavsett hur bra den unga Oksana Akinsjina spelar sin rollfigur, hur hon genomsyrar sitt elände med sin känslighet, sin barnsliga längtan och med hennes små undanflykter från fantasin: Moodysson låter henne skapa sann virtuositet och storhet endast genom lidande. Och trots all dess narrativa radikalism och genuina ilska, så kan det ändå upplevas som något obscent." Jack Mathews från New York Daily News gav filmen betyget 2,5 av 4, där han hyllade Akinsjinas rollprestation men kritiserade filmens banala slut. Tony Rayns från brittiska Sight & Sound avfärdade filmen som melodramatisk och innehållslös, liksom kritiserade Moodyssons stilistiska val av drömsekvenser och licensierade låtar i filmens soundtrack. Den norske manusförfattaren Nikolaj Frobenius var mycket kritisk till filmen och kommenterade att "genremässigt påminner filmen mer om en skillingsvisa än om en dokumentärliknande fiktionsfilm, vilket den utger sig för att vara. Jag leddes in i en tilltagande paranoia. Jag upplever att filmskaparen trycker alldeles för listigt och tekniskt kunnigt på de många knappar som hela tiden ska trigga igång de förväntade reaktionerna hos mig".
Professor Jennifer Suchland vid Ohio State University kommenterade sin syn på filmen och betraktade den som en postsocialistisk och transnationell film: "Även om filmen kan klandras för att vara en alltför förenklad skildring av sexhandel så undviker filmen den voyeurism som så ofta är en del av estetiken för att representera sexuellt våld. Den senaste tiden har filmkritiker tittat på de problematiska bilderna av kvinnor och våld som används för att politisera frågan om sexhandel och andra former av könsvåld. Moodysson lyckas undvika den typiska voyeurismen med sexuellt våld: det är en film som skildrar sexhandel och som ger publiken en känsla av upprördhet. Budskapet i filmen är att sexhandel är tragiskt. Det budskapet förmedlas dock inte av objektifieringen av sexualiserat våld. Jag föreslår faktiskt att det inte finns något tydligt budskap om att förhindra det systematiska sexuella våldet som filmen producerar. Publiken ska egentligen känna, men inte nödvändigtvis tänka. Den kraftfulla affekt som filmen producerar genereras av en voyeurism av postsocialistisk undergivenhet: den voyeurism som är gemensam för kritiska påpekanden av sexualiserat våld ersätts i filmen av postsocialistisk undergivenhet. Faktum är att Liljas postsocialistiska sammanhang är en konkurrerande skådespelare i filmen, vilken framställs som sur och nedstämd."

### Utmärkelser
"Varje dag dör åtta gånger så många människor av svält som de som dog vid World Trade Center. De tre rikaste människorna i världen har lika mycket pengar som de 43 fattigaste länderna har tillsammans. Mellan en och två miljoner kvinnor och barn faller varje år offer för det som kallas traffiking, det vill säga att levande människor köps och säljs för att våldtas. Detta är den värld vi lever i. Nu står vi alla inför ett val. Antingen accepterar vi att världen ser ut så här eller så gör vi motstånd. Antingen lutar vi oss tillbaka i tv-sofforna, om det blir för otäckt byter vi kanal och tittar på A-ekonomi istället, och på fritiden kan man börja spela golf och kanske kan man söka jobb som klottersanerare och i nästa riksdagsval röstar vi allihop på Coca-Cola. Eller så reser vi oss upp från sofforna och säger nej tack, jag vill inte ha något Happy Meal. Jag tror inte på en gud som heter dollar. Och så säger vi som Lilja säger till mannen som snart ska våldta henne: Du tror att du kan köpa mig, men du kan inte köpa mig. Du kan aldrig köpa mitt hjärta."
Lilja 4-ever tilldelades ett flertal utmärkelser och nomineringar från filmfestivaler och filmgalor världen över. Vid Guldbaggegalan 2003 den 3 februari 2003 vann filmen fem guldbaggar för bästa film (Lars Jönsson), bästa regi (Lukas Moodysson), bästa manus (Lukas Moodysson), bästa kvinnliga huvudroll (Oksana Akinsjina) och bästa foto (Ulf Brantås). Artiom Bogutjarskij var dessutom nominerad till priset för bästa manliga biroll. Vidare tilldelades filmen Nordiska Publikpriset vid Göteborg Film Festival, Årets svenska film vid QX Gaygalan 2003 och filmpriset Greta av Svenska Filmkritikerförbundet. Den 26 april 2003 tilldelades Moodysson Rausingpriset för att han "i sina personligt präglade filmer... utvecklat ett formspråk som givit honom både nationellt och internationellt erkännande." Under prisceremonin kritiserade Moodysson donatorfamiljen Rausing genom att citera ur Jesus Bergspredikan i Bibeln och meddelade att han tänkte skänka prissumman på 20 000 kronor till människorättsorganisationen Lara.
Den 28 oktober 2002 meddelade Svenska Filminstitutet att Lilja 4-ever hade blivit utvald som Sveriges officiella bidrag till Oscarsgalan den 23 mars 2003. Filminstitutet hade inledningsvis förhindrats av den amerikanska filmakademien att beteckna filmen som svensk, då juryn i Hollywood ville klassificera den som en rysk film eftersom merparten av dialogen i filmen är på ryska. Anledningen var för att filmakademien hade en regel om att en films språk ska bestämma vilket land den ska nomineras av. Men efter protester från Svenska Filminstitutet fick filmen klartecken att betecknas som svensk, sedan man upptäckte en regel att ifall det konstnärliga uttrycket skulle kräva att man har dialog på ett annat språk så kan man få undantag för språkregeln. Filmen blev dock inte uttagen till någon Oscar.
| År   | Filmgala/organisation                              | Utmärkelse                         | Översättning                 | Mottagare           | Resultat  | Ref.    |
| ---- | -------------------------------------------------- | ---------------------------------- | ---------------------------- | ------------------- | --------- | ------- |
| 2002 | Filmfestivalen i Venedig                           | Leone d'Oro                        | Guldlejonet                  | Lukas Moodysson     | Nominerad | [ 99 ]  |
| 2002 | Nordiska rådet                                     | Nordiska rådets filmpris           | Nordiska rådets filmpris     | Lukas Moodysson     | Nominerad | [ 100 ] |
| 2002 | Gijón International Film Festival                  | Grand Prix Asturias                | Bästa film                   | Lukas Moodysson     | Vann      | [ 101 ] |
| 2002 | Gijón International Film Festival                  | Best Actress                       | Bästa kvinnliga skådespelare | Oksana Akinsjina    | Vann      | [ 101 ] |
| 2002 | Gijón International Film Festival                  | Special Prize of the Young Jury    | Ungdomsjuryns bästa film     | Lukas Moodysson     | Vann      | [ 100 ] |
| 2002 | Svenska Filmkritikerförbundet                      | Greta                              |                              | Lukas Moodysson     | Vann      | [ 94 ]  |
| 2002 | European Film Awards                               | European Film                      | Europeiska Film              | Lars Jönsson        | Nominerad | [ 102 ] |
| 2002 | European Film Awards                               | European Actress                   | Europeiska skådespelerska    | Oksana Akinsjina    | Nominerad | [ 102 ] |
| 2002 | Stockholms filmfestival                            | FIPRESCI Prize – Honorable Mention | Hedersomnämnande             | Lukas Moodysson     | Vann      | [ 103 ] |
| 2002 | Stockholms filmfestival                            | Canal+ Award                       | Canal+-priset                | Oksana Akinsjina    | Vann      | [ 103 ] |
| 2003 | Göteborg Film Festival                             | Nordiska Publikpriset              | Nordiska Publikpriset        | Lukas Moodysson     | Vann      | [ 92 ]  |
| 2003 | Guldbaggegalan 2003                                | Bästa film                         |                              | Lars Jönsson        | Vann      | [ 91 ]  |
| 2003 | Guldbaggegalan 2003                                | Bästa regi                         |                              | Lukas Moodysson     | Vann      | [ 91 ]  |
| 2003 | Guldbaggegalan 2003                                | Bästa manus                        |                              | Lukas Moodysson     | Vann      | [ 91 ]  |
| 2003 | Guldbaggegalan 2003                                | Bästa kvinnliga huvudroll          |                              | Oksana Akinsjina    | Vann      | [ 91 ]  |
| 2003 | Guldbaggegalan 2003                                | Bästa foto                         |                              | Ulf Brantås         | Vann      | [ 91 ]  |
| 2003 | Guldbaggegalan 2003                                | Bästa manliga biroll               |                              | Artiom Bogutjarskij | Nominerad | [ 100 ] |
| 2003 | QX Gaygalan 2003                                   | Årets svenska film                 |                              | Lukas Moodysson     | Vann      | [ 93 ]  |
| 2003 | Rouen Nordic Film Festival                         | Young Audience Award               | Unga publikpriset            | Lukas Moodysson     | Vann      | [ 104 ] |
| 2003 | Rouen Nordic Film Festival                         | Best Actress                       | Bästa skådespelerska         | Lukas Moodysson     | Vann      | [ 104 ] |
| 2003 | Filmfest Stuttgart Ludwigsburg                     | Best Young Actress                 | Bästa unga skådespelare      | Lukas Moodysson     | Vann      | [ 100 ] |
| 2003 | Zimbabwe International Film Festival               | Best Cinematography                | Bästa foto                   | Ulf Brantås         | Vann      | [ 100 ] |
| 2004 | FICBRASILIA – Brasilia International Film Festival | Bästa regi                         | Bästa regi                   | Lukas Moodysson     | Vann      | [ 105 ] |
| 2004 | Chlotrudis Awards                                  | Best Movie                         | Bästa film                   | Lukas Moodysson     | Nominerad | [ 106 ] |
| 2004 | Chlotrudis Awards                                  | Best Director                      | Bästa regi                   | Lukas Moodysson     | Nominerad | [ 106 ] |
| 2004 | Chlotrudis Awards                                  | Best Actress                       | Bästa skådespelerska         | Oksana Akinsjina    | Nominerad | [ 106 ] |
| 2004 | Chlotrudis Awards                                  | Best Supporting Actor              | Bästa manliga biroll         | Artiom Bogutjarskij | Nominerad | [ 106 ] |
| 2004 | Film Independent Spirit Awards                     | Best Foreign Film                  | Bästa utländska film         | Lukas Moodysson     | Nominerad | [ 103 ] |

## Eftermäle
Lilja 4-ever rönte mycket stor uppmärksamhet efter sin premiär. Den framröstades till tredje plats i filmtidskriften FLM:s topp 10-lista från 2009 över de bästa svenska filmerna från 2000-talet, liksom på femtonde plats i deras lista från 2012 över de 25 bästa svenska filmerna genom tiderna. Journalisterna Zendry Svärdkrona och Jens Peterson från Aftonbladet och Annika Gustafsson från Sydsvenskan kallade den för 2002 års bästa svenska film. Drottning Silvia kommenterade att hon efter att ha sett filmen blev "chockad och förfärad över råheten, den totala bristen på empati, hos dem som exploaterar dessa unga kvinnor."
Filmen fick ett positivt gensvar bland svenska politiker. Mikael Damberg, ordförande för Sveriges socialdemokratiska ungdomsförbund (SSU), bjöd in jämställdhetsministern Margareta Winberg och försvarsministern Björn von Sydow till att se på filmen. von Sydow ansåg att filmen var "för melodramatisk", medan Winberg ansåg att den "beskriver på ett oerhört tydligt och naket sätt det vi vet sker." Efter att utrikesministern Anna Lindh hade tittat på filmen kommenterade hon att "om jag inte alltid är säker på varför jag är politiker, så vet jag det efter att ha sett den här filmen." Även Jan O. Karlsson, bistånds- och migrationsminister, blev berörd av filmen. Politiske redaktören Niklas Ekdal på Dagens Nyheter kommenterade att Lilja 4-ever "är så brutalt realistisk, berättad från det annars anonyma offrets perspektiv, att ingen som ser den kan blunda för människohandeln. Filmen kommer att ruska om hela Europa, som den redan ruskat om den inåtvända svenska valrörelsen." Vid filmens förhandsvisning i Stockholm delade Moderatkvinnorna ut flygblad med förslag om åtgärder mot trafficking, där de krävde "ökade polisresurser och hårda straff mot människosmuggling".
Som ett led i sin anti-israeliska ståndpunkt har Moodysson vägrat att visa filmen i Israel. Moodyssons beslut fick stark kritik av journalisten Louise Eek. I en debattartikel på Aftonbladet påpekade Eek att filmen "hade kunnat bli en tyst råsop som svar till de legaliseringsförespråkare som gör sina röster hörda i prostitutionsfrågan. En lobbyinggrupp bestående av advokater, affärsmän, hallickar, liberala antireligiösa (Shinui-partiets medlemmar) och mediemänniskor som har både ekonomisk och social styrka att driva frågan. När nu inte filmen får visas i Israel, Lukas Moodysson, gynnar då inte detta beslut endast den maktelit som redan är tacksam att Lilja 4-ever inte visas i Israel?" Eek fick medhåll från Fredrik Weslien, som arbetat i ett hotell i Hurghada i Egypten som har använts av människosmugglare. Han hade själv vittnat hur ungdomar från Moldavien, Baltikum och Ryssland checkat in på hans hotell för att sedan föras vidare till Sharm el-Sheikh och säljas till prostitution och livegenskap i Israel.

### Utbildningsturné
Sedan filmens premiär har den visats i utbildningssammanhang både i Sverige och i utomlands för att belysa frågor kring människohandel och sexuell exploatering ur olika aspekter. I december 2002 fick Svenska institutet i uppdrag av Utrikesdepartementet att under 2003 arrangera seminarier om könshandel runtom i Europa, i nära samarbete med Memfis Film och de svenska ambassaderna på plats. Projektet genomfördes på initiativ av Anna Lindh, Jan O. Karlsson, Margareta Winberg och justitieministern Thomas Bodström, vilka i en gemensam debattartikel på Aftonbladet kallade Lilja 4-ever för ett "mästerverk" och att den "har blivit ett viktigt medel i arbetet att beskriva den grymma verklighet som människohandelns offer lever i och för att få enskilda organisationer och myndigheter att ta problemet på allvar." Lindh anknöt till filmen två gånger i regeringsdeklarationen vid en utrikesdebatt på Sveriges riksdag den 12 februari 2003, där hennes budskap var att "kampen mot terrorismen måste gå hand i hand med värnandet av mänskliga rättigheter." Projektledaren Cecilia Reimers på Svenska institutet kommenterade att filmen "uttrycker det man inte kan säga med ord, medan seminarierna är mer teoretiska". Moodysson själv var dock tveksam kring den svenska regeringens engagemang i arbetet med att bekämpa prostitution och människohandel: "Än så länge har regeringen snarare varit en del av problemet än av lösningen. De går i den nyliberala kapitalismens ledband – den politik som skapar de ekonomiska klyftor som är grogrunden för prostitution och människohandel." Utrikesdepartementet hade inför seminarierna bekostat en engelskspråkig filmkopia som skulle visas i länder utan fungerande biografdistribution. Memfis Film skickade gratis videokopior till bland annat Kirgizistan och Tadzjikistan, medan Utrikesdepartementets myndighet Sida bistod med att distribuera filmen till bland annat Albanien och de tidigare Sovjetstaterna. I Svenska institutets regi har filmen under 2003 visats på seminarier om könshandel i Paris, London, Budapest, Prag, Warszawa, Vilnius, Riga, Jerevan, Moskva, Sankt Petersburg, Minsk, Murmansk, Kaliningrad och Bukarest.
Mellan 2003 och 2004 erbjöd Svenska Filminstitutet både gymnasieskolor och värnpliktiga i Sverige att hyra Lilja 4-ever för biografvisning till subventionerat pris. Detta gjordes genom ett särskilt ekonomiskt anslag på 1,5 miljoner kronor från Regeringskansliet och på uppdrag av Jämställdhetsenheten vid Näringsdepartementet. Satsningen gjordes i samarbete med Rädda Barnen, Memfis Film och Sonet Film. Under tre terminer genomfördes 233 subventionerade visningar av filmen i 89 kommuner och publikantalet uppgick till 36 169 besökare. Endast ett regemente har arrangerat visningar och diskussioner för värnpliktiga. Redan under vårterminen 2003 var filmen tillgänglig för slutna skolbiovisningar och 49 kommuner hade på egen hand arrangerat och bekostat 125 visningar av Lilja 4-ever. Som en del av projektet har Svenska Filminstitutet och Rädda Barnen gemensamt publicerat boken Vad har mitt liv med Lilja att göra? som under 2004 distribuerats i 13 000 exemplar till gymnasieskolor, regementen och bibliotek samt till projektledare för skolbio i Sveriges kommuner. Den 31 mars 2004 överlämnade Svenska Filminstitutets verkställande direktör Åse Kleveland boken till demokrati- och integrationsminister Mona Sahlin vid en ceremoni i Rosenbad. Under våren 2003 genomförde LO och ABF en gemensam filmturné under titeln "Makt och rättvisa", där Lilja 4-ever var en av 23 filmer som visades på ett 20-tal platser i Sverige och som följdes upp med samtal kring angelägna frågor. Försvarsmaktens internationella centrum har använt filmen i utbildningen av FN-soldater som skulle skickas till den svenska Kosovostyrkan i Kosovo. I juni 2005 köpte Polisregion Väst rättigheten till att använda filmen i polisens utbildning till att upptäcka människohandel. Thomas Ekman, tidigare chef för länspolisens traffickinggrupp, kommenterade att över tusen poliser sett filmen i utbildningssyfte.
Filmen har även visats för makthavare och politiker både i Sverige och utomlands. ECPAT Sverige skickade under hösten 2002 ut 800 biobiljetter till riksdagsledamöter och tjänstemän vid Migrationsverket och Tullverket för att de ska se på filmen. Anna Lindh har själv arrangerat visningar av filmen i Belarus, i Ukraina och i Storbritanniens parlament. I mars 2003 visades filmen på Europaparlamentet, inför OSSE i Warszawa och på Raoul Wallenberg-institutet i Lund. Den 12 maj 2003 visades filmen för ledamöterna i den ryska duman, där en majoritet av dess ledamöter efter att ha sett filmen valde att opponera emot legalisering av prostitution i Ryssland. Den 27 juni 2003 visades filmen inför USA:s utrikesdepartement i Washington, D.C., vilket följdes av ett panelsamtal om filmens innehåll och om människohandel. Den 22 oktober 2004 visades filmen vid en galapremiär i Singapore, med landets finans- och transportminister Yeo Cheow Tong som hedersgäst, i samarbete med FN-organet Unifem.
År 2004 arrangerades visningar av filmen i Moldavien på initiativ av Sidas representant Carl-Magnus Lindström och hans fru Marielle Sander-Lindström, som var chef för International Organization for Migration (IOM). Efter att Carl-Magnus hade sett filmen i Sverige ville han använda den för IOM:s arbete mot människohandeln i Moldavien, som vid den tiden var hårt drabbat av tvångsprostitution och kvinnohandel. Genom Russian Report i Moskva köpte Läkarmissionen visningsrättigheterna för filmen i Moldavien i fem år för 5 000 dollar. Visningarna inleddes i slutet av januari 2004 på biografer, liksom på moldavisk tv och ihop med hotline-nummer till hjälporganisationer. Fram till juni 2004 hade filmen setts av 40 000 moldaviska ungdomar.